# Gare de Bondivann
La gare de Bondivann est une halte ferroviaire de la ligne de Spikkestad. La halte ferroviaire se situe à 25,43 km d'Oslo.